# جيني لاتسيو
Jenne هي بلدية (بلدية) في مدينة روما التابعة ل لاتسيو الإيطالية ، وتقع على بعد حوالي 60 كيلومتر (37 ميل) شرق روما.
تقع Jenne جين على حدود البلديات التالية: Arcinazzo Romano و Subiaco و Trevi nel Lazio و Vallepietra.
في أواخر القرن الثاني عشر، ولد فيها البابا ألكسندر الرابع.